# Erich Helsing
Erich Helsing (* 11. Januar 1930) ist ein ehemaliger Berliner Fußballspieler, der in den 1950er-Jahren in der West-Berliner Vertragsliga sowie 1951 in der DDR-Oberliga spielte.

## Sportliche Laufbahn
Vor Beginn der Saison 1950/51 wurde der bisherige Gesamtberliner Fußball wegen der Einführung des Vertragsspielersystems in der Stadtliga durch Betreiben des ostdeutschen Sportausschusses gespalten, die Ost-Berliner Mannschaften wurde in den DDR-Fußballspielbetrieb eingegliedert. In Westberlin wurde die Stadtliga in Vertragsliga umbenannt und bestritt die Saison 1950/51 mit 14 Teams. Dazu gehörte als Neuling der SC Minerva 93, in dessen Spieleraufgebot der 20-jährige Stürmer Erich Helsing stand. 
Im März 1951 wechselte Helsing überraschend zum Ost-Berliner SC Lichtenberg 47 in die DDR-Oberliga. Dort wurde er ebenfalls als Stürmer eingesetzt und bestritt alle zehn restlichen Punktspiele, ohne jedoch zu einem Torerfolg zu kommen. 
Zur Saison 1951/52 kehrte er zum SC Minerva in die Vertragsliga zurück. Nach einem Jahr nahm er einen erneuten Wechsel vor und schloss sich dem Ligakonkurrenten Blau-Weiß 90 Berlin an. Dort fasste er für neun Spielzeiten jeweils in der Vertragsliga bis 1960 Fuß, beendete danach aber seine Karriere im Leistungssport.                                                                                                                           